# Caecidotea zullini
Caecidotea zullini is een pissebed uit de familie Asellidae. De wetenschappelijke naam van de soort is voor het eerst geldig gepubliceerd in 1977 door Argano.